# 西湖 (越南)

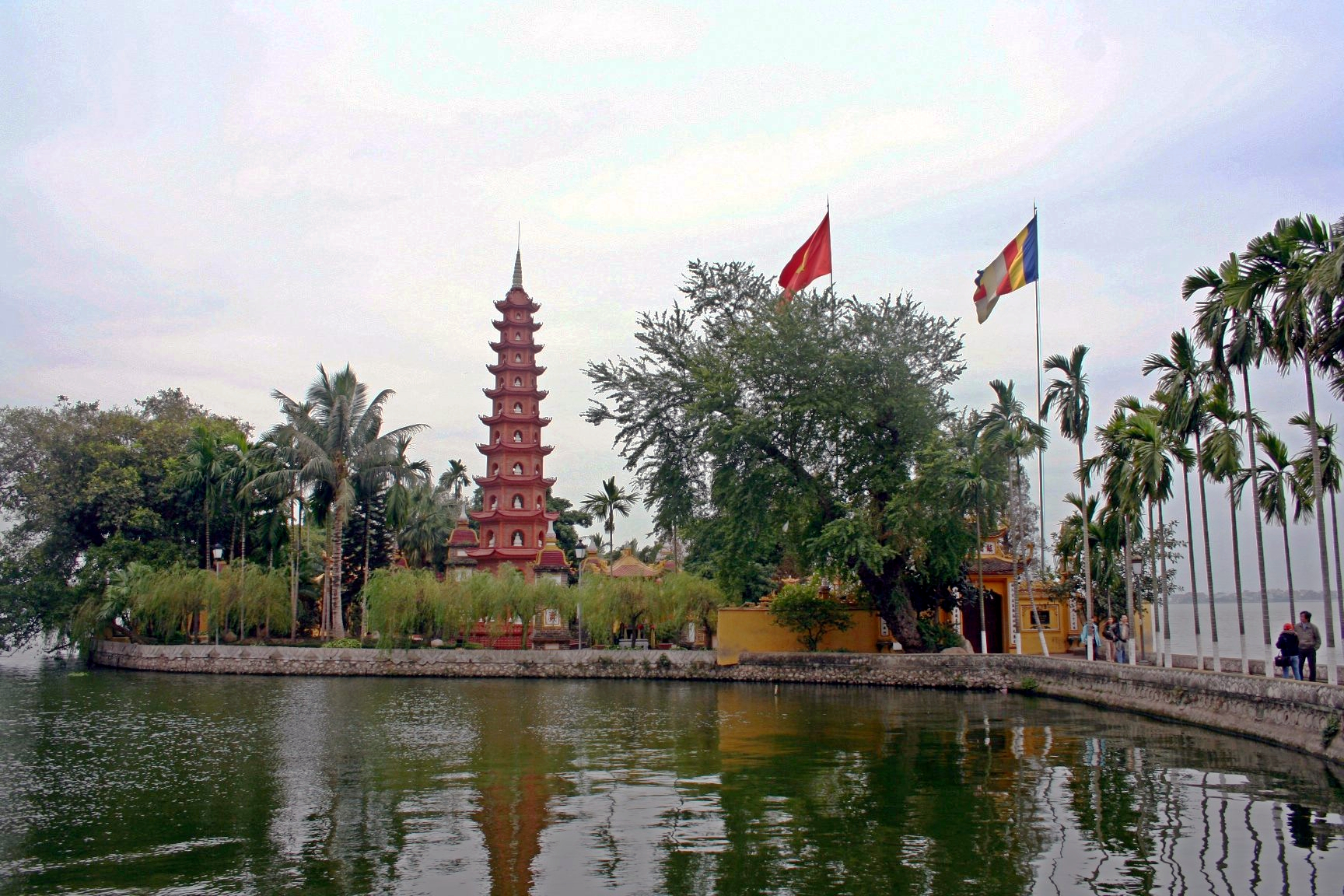
西湖镇国塔

西湖（越南语：／），又名金牛湖（越南语：／）、兌湖（越南语：／），古稱浪泊（越南语：／）、霪潭（越南语：／）、狐屍潭（越南语：／），是越南河内市内的一座著名湖泊，位于市区西北，距巴亭广场约有200米，面积约5平方公里。西湖原为红河的一段河道瘀塞而成，早在越南李朝初期便已出名，环湖多有寺庙宫殿。